# Steelhammer
Steelhammer («Стальной молот») — четырнадцатый студийный альбом группы U.D.O., вышедший в 2013 году.
Steelhammer записывался после кардинальных изменений в составе группы. 13 сентября 2012 года гитарист Штефан Каумфанн из-за проблем со здоровьем был вынужден оставить активную деятельность в группе, и на его место  21 декабря 2012 года пришёл русский музыкант Андрей Смирнов. 24 января 2013 года, по официальной версии «из-за конфликта между расписанием группы и личной и деловой жизнью» группу покинул гитарист Игор Джианола и на его место пришёл Каспери Хейккинен.
Альбом записывался в 2012 году без участия Каспери Хейккинена и вышел во время турне группы по США и Европе. Одна из песен на альбоме Basta Ya исполняется на испанском языке и записана в гитарном строе «Ми-бемоль» (на полтона ниже от стандартного), на японском издании доступна также и на английском.
Steelhammer означает возврат к корням группы, возврат к настоящему натуральному звуку барабанов и кусающихся металлических гитар.
Оригинальный текст (англ.)Steelhammer marks a return to the band's roots, a return to real, organic drum sound and biting Metal guitars.
Альбом реализовывался AFM Records на компакт-диске, диджипаке и на различного цвета винилах.

## Список композиций
| №   | Название                                                              | Музыка                           | Перевод названия                   | Длительность |
| --- | --------------------------------------------------------------------- | -------------------------------- | ---------------------------------- | ------------ |
| 1.  | «Steelhammer»                                                         | Диркшнайдер, Винхольд            | «Стальной молот»                   | 3:23         |
| 2.  | «A Cry Of A Nation»                                                   | Диркшнайдер, Винхольд            | «Плач нации»                       | 5:41         |
| 3.  | «Metal Machine»                                                       | Диркшнайдер, Винхольд            | «Металлическая машина»             | 4:46         |
| 4.  | «Basta Ya»                                                            | Диркшнайдер, Винхольд, Гонзалес  | «Хватит!»                          | 4:33         |
| 5.  | «Heavy Rain»                                                          | Диркшнайдер, Винхольд, Кнайт     | «Ливень»                           | 2:25         |
| 6.  | «Devil's Bite»                                                        | Диркшнайдер, Винхольд            | «Укус дьявола»                     | 5:05         |
| 7.  | «Death Ride»                                                          | Диркшнайдер, Винхольд            | «Смертельный заезд»                | 4:08         |
| 8.  | «King Of Mean»                                                        | Диркшнайдер, Винхольд, Кнайт     | «Король подлости»                  | 4:18         |
| 9.  | «Timekeeper»                                                          | Диркшнайдер, Винхольд            | «Хранитель времени»                | 4:26         |
| 10. | «Never Cross My Way»                                                  | Диркшнайдер, Винхольд            | «Никогда не переходи мне дорогу»   | 4:01         |
| 11. | «Take My Medicine»                                                    | Диркшнайдер, Винхольд            | «Возьми моё лекарство»             | 5:07         |
| 12. | «Stay True»                                                           | Диркшнайдер, Винхольд            | «Оставайся честным»                | 4:04         |
| 13. | «When Love Becomes A Lie»                                             | Диркшнайдер, Винхольд, фон Шейдт | «Когда любовь превращается в ложь» | 4:12         |
| 14. | «Book Of Faith»                                                       | Диркшнайдер, Винхольд            | «Книга мудрости»                   | 5:12         |
| 15. | «Shadows Come Alive (только на диджипак)»                             | Диркшнайдер, Винхольд            | «Тени оживают»                     | 4:23         |
| 16. | «Dust And Rust (Basta Ya на английском) (только на японском издании)» | Диркшнайдер, Винхольд            | «Пыль и ржавчина»                  | 4:31         |

## Участники записи
- Удо Диркшнайдер — вокал
- Андрей Смирнов — гитара
- Фитти Винхольд — бас-гитара
- Франческо Джовино — ударные